# Macizo de San Gotardo
El macizo de San Gotardo (en alemán: Gotthardmassiv o Sankt-Gotthard-Massiv) es una cordillera ubicada en los Alpes suizos, localizada en el límite de 4 cantones: Valais, Tesino, Uri y de los Grisones. Está delimitado por el puerto de Nufenen en el oeste, por el puerto de Furka y el puerto de Oberal en el norte y por el puerto de Lukmanier en el este. El paso de San Gotardo es la principal ruta que cruza el macizo, haciéndolo en dirección norte sur. 

## Cimas
El punto más alto es el Pizzo Rotondo con 3.192m en el suroeste. Le siguen el Pizzo Centrale con 2.999m ubicado en el centro de la cadena y el Piz Gannaretsch 3.040m en el noreste. No hay ninguna montaña que tenga el nombre de San Gotardo.

## Túneles
Hay 3 túneles que cruzan la cordillera:
- Túnel ferroviario de San Gotardo
- Túnel de carretera de San Gotardo
- Túnel de base de San Gotardo